# Ernst Gafvelin
Ernst Ingemar Heimdal Gafvelin, född 28 oktober 1882 i Umeå, Västerbottens län, död där 2 november 1927, var en svensk tidningsman.
Gafvelin, som var son till folkskollärare Nils Gafvelin och Erika Kristina Hellström, studerade vid Umeå högre allmänna läroverk 1895—1902 och blev student vid Uppsala universitet 1902. Han var medarbetare i Umebladet 1907–1913, andre redaktör i Västerbottens-Kuriren från 1913 och huvudredaktör från 1926 till sin död. 
Gafvelin innehade statens journaliststipendium 1918 och Svenska Turistföreningens stipendium 1920. Han var ledamot av Umeå stadsfullmäktige, folkskolestyrelse, ledamot av styrelsen för Umeå elementarläroverk för flickor, ledamot i styrelsen för Västerbottens läns hembygdsförening och dess museinämnd samt i styrelsen för Västerbottens läns föreläsningsförbund. Han redigerade Västerbottens läns Hembygdsförenings årsbok "Västerbotten" åren 1920–1926.
Han var gift med Elsa Gafvelin från 1914 fram till sin död.